# Dibumba Sport
 (décembre 2019).
Si vous disposez d'ouvrages ou d'articles de référence ou si vous connaissez des sites web de qualité traitant du thème abordé ici, merci de compléter l'article en donnant les références utiles à sa vérifiabilité et en les liant à la section « Notes et références ».
Le Dibumba Sport est un club congolais de football basé à Tshikapa.
Le club se classe parmi les premiers clubs de la province du Kasaï-Occidental.

## Histoire

Logo de l'AC Dibumba jusqu'au 26 août 2022

Le club évolue à deux reprises en première division congolaise : en 2016-2017 et 2017-2018.
Le 26 août 2022, l'Atletico Club Dibumba devient le Dibumba Sport. Ses couleurs changent aussi, passant du bleu et blanc au noir et blanc.

## Sponsors et équipements

### Équipement
- 2019-2020 :  Eldera[2]

## Personnalités du club

### Entraîneurs
- 2018-2019 :  Kiki Makengele[2]
- 2019 :  Andy Mfutila
- Dicky Kabwe